# Onychogomphus seydeli
Onychogomphus seydeli är en trollsländeart som först beskrevs av Henri Schouteden 1934.  Onychogomphus seydeli ingår i släktet Onychogomphus och familjen flodtrollsländor. IUCN kategoriserar arten globalt som livskraftig. Inga underarter finns listade i Catalogue of Life.